# Mac OS X v10.3
Mac OS X v10.3 Panther（マック オーエス テン バージョンじってんさん パンサー）は、Appleが開発・販売したMac OS Xの4番目のバージョンである。バージョンナンバーは10.3。愛称は、コードネームでもある“Panther”（パンサー）。Mac OS X v10.2（Jaguar）の後継である。2003年10月24日にリリースされた。最終セキュリティアップデートは、2007年11月14日にリリースされた Security Update 2007-008 (10.3.9 Client)である。

## 対応環境 ／ システム条件
- 対応コンピュータ - PowerPC G3以降のPowerPCを搭載し、USBポートを標準装備するMac
- RAM - 128MB以上
- ハードディスク容量 - 1.5GB以上

Pantherからは、USBポートを標準装備していることが必須条件になり、それより古いMac（“Gossamer” Power Macintosh G3や “Wallstreet” PowerBook G3など）では標準では利用できなくなった。サポート外だが、サードパーティー製のソフトウェア（XPostFactoなど）を使用すれば、利用できるようになる。

## 新機能
Appleは、Pantherには150以上の新機能があると宣伝している。主なものは以下の通り。
- Finder インタフェースの刷新
  - iTunesのようなリアルタイム検索
  - ファイルラベルの復活
  - アクションメニュー
  - iTunesのようなカスタマイズできるツールバー
- Brushed Metalインタフェースの追加
- 新しい「開く／保存」ダイアログ
- ファストユーザスイッチ - ログイン状態を保持したままほかのユーザがログインできるようになる。

動く立方体の上に乗っかったデスクトップが回転するというアニメーション効果が特徴（効果はQuartz Extremeが使用できるシステムのみ適用される）。
- Exposé - 複数のウインドウの管理を助ける機能。
- ファックスの標準サポート
- ZIPの標準サポート
- X11の標準サポート
- Microsoft Windowsとの相互運用性の向上 - SecureIDベースのVPNのサポートなど
- Xcode  Developer Tools - gcc 3.3によるコンパイル速度の向上
- PDFのレンダリング速度の向上
- Pixlet - 高画質ビデオコーデック

### 付属アプリケーション
- iChat AV - ビデオ会議ソフトウェア
- テキストエディット - Microsoft Word形式(*.doc)の書類をサポート
- Font Book - フォントマネージャ
- プレビュー - PostScriptとEPSファイルの表示が可能に。PDFテキストのコピー、PDFのインデックス表示に対応。
- Mail 1.3 - スレッド表示機能を実装。
- Safari 1.1 - Internet Explorer for Macにかわり、Mac OS Xの標準ブラウザとなった。

### セキュリティ
- FileVault - ユーザのホームフォルダの自動暗号化・復号
- 確実な削除 - 削除したデータを上書きして確実に消去する。

### テクノロジー
- Core AudioとAudio Units
- OpenDirectory 2 -  ネットワーク資源の管理。NetInfoのディレクトリ・サービス機能を置き換える。
- Cocoa バインディング - モデル-ビュー間の同期を自動化する技術。
- ファイルシステムの拡張 - HFS+でのジャーナリングがデフォルトでオンに。ファイルにメタデータ部の追加。頻繁にアクセスされるファイルをドライブの外周のアクセスの高速な領域に自動的に移動し、同時に断片化を解消するHot File Adaptive Clusteringを組み込んだ。

## バージョン履歴
- 10.3.0 (build 7B85)、2003年10月24日
- 10.3.1 (build 7C107)、2003年11月10日
- 10.3.2 (build 7D24)、2003年12月17日
- 10.3.3 (build 7F44)、2004年3月15日
- 10.3.4 (build 7H63)、2004年5月26日
- 10.3.5 (build 7M34)、2004年8月8日
- 10.3.6 (build 7R28)、2004年11月5日
- 10.3.7 (build 7S215)、2004年12月15日
- 10.3.8 (build 7U16)、2005年2月10日
- 10.3.9 (build 7W98)、2005年4月15日
- その他、セキュリティアップデートなど。